# Ханс Кох (музикант)
Ханс Кох е чешки цигулар и музикален педагог.

## Биография
Роден е на 11 февруари 1891 г. в Храдище Ухерски, Моравия. Започва да учи цигулка при баща си на 11-годишна възраст. През 1911 г. завършва висшия отдел, а през 1912 г. – майсторският клас при О. Шевчик във Виенската консерватория. След това заминава за Руската империя, където до 1914 г. ръководи класовете по цигулка в музикалните училища в Житомир и Тифлис. Завръща се в Австрия и ръководи Моцартеума в Залцбург. Концертира като солист и камерен изпълнител. По време на Първата световна война е изпратен от австрийската армия в Лом. След края на войната се установява в България. Преподава цигулка в Националното музикално училище, а от 1921 г. и в Националната музикална академия. Негови ученици са Владимир Аврамов, Михаил Балкански, Леон Суружон. Концертмайстор е на Народната опера в София. Участва в клавирно трио с Андрей Стоянов и Иван Цибулка, в два струнни квартета. През 1928 г. се завръща в Прага. В периода до 1945 г. е професор по цигулка в Немската академия за изкуство и музика. Умира на 18 април 1951 г.